# Dicranota brevitarsis
Dicranota brevitarsis är en tvåvingeart som beskrevs av Ernst Evald Bergroth 1891. Dicranota brevitarsis ingår i släktet Dicranota och familjen hårögonharkrankar. Inga underarter finns listade i Catalogue of Life.